# Ambrosia (híade)
En la mitologia grega, Ambrosia era una de les Híades. Segons la versió més difosa del mite, les seves germanes eren Coronis, Dione, Eudora, Filètoe, Pedília i Polixo, però també se n'esmenten d'altres, com Adaste, Altea, Cleia i Fèsile.

## Mitologia
Dionís va ser confiat de petit a Ambrosia i les seves germanes, les Híades. Més tard, Licurg va agredir el nen Dionís que travessava les seves terres al mont Nisa, escortat per les Híades. Licurgo va perseguir i va matar Ambrosia durant aquest atac mentre les seves altres germanes van poder escapar i es van refugiar amb Tetis. Quan va morir, es va convertir en una vinya, atrapant l'assassí a les seves branques fins que Dionís va tornar.

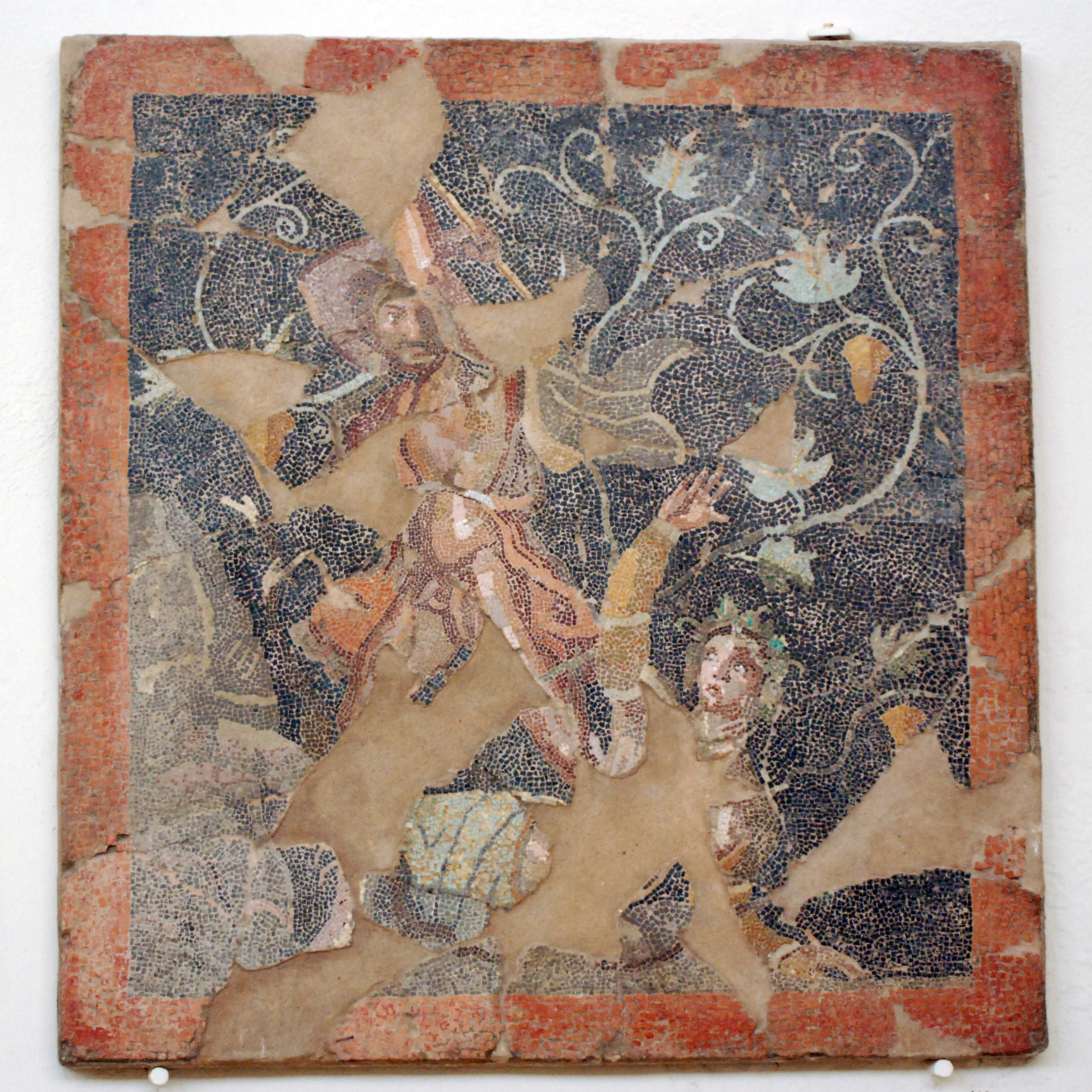
Licurg a punt de colpejar Ambrosia que es transforma en vinya. Mosaic grec de Delos, finals del segle ii aC
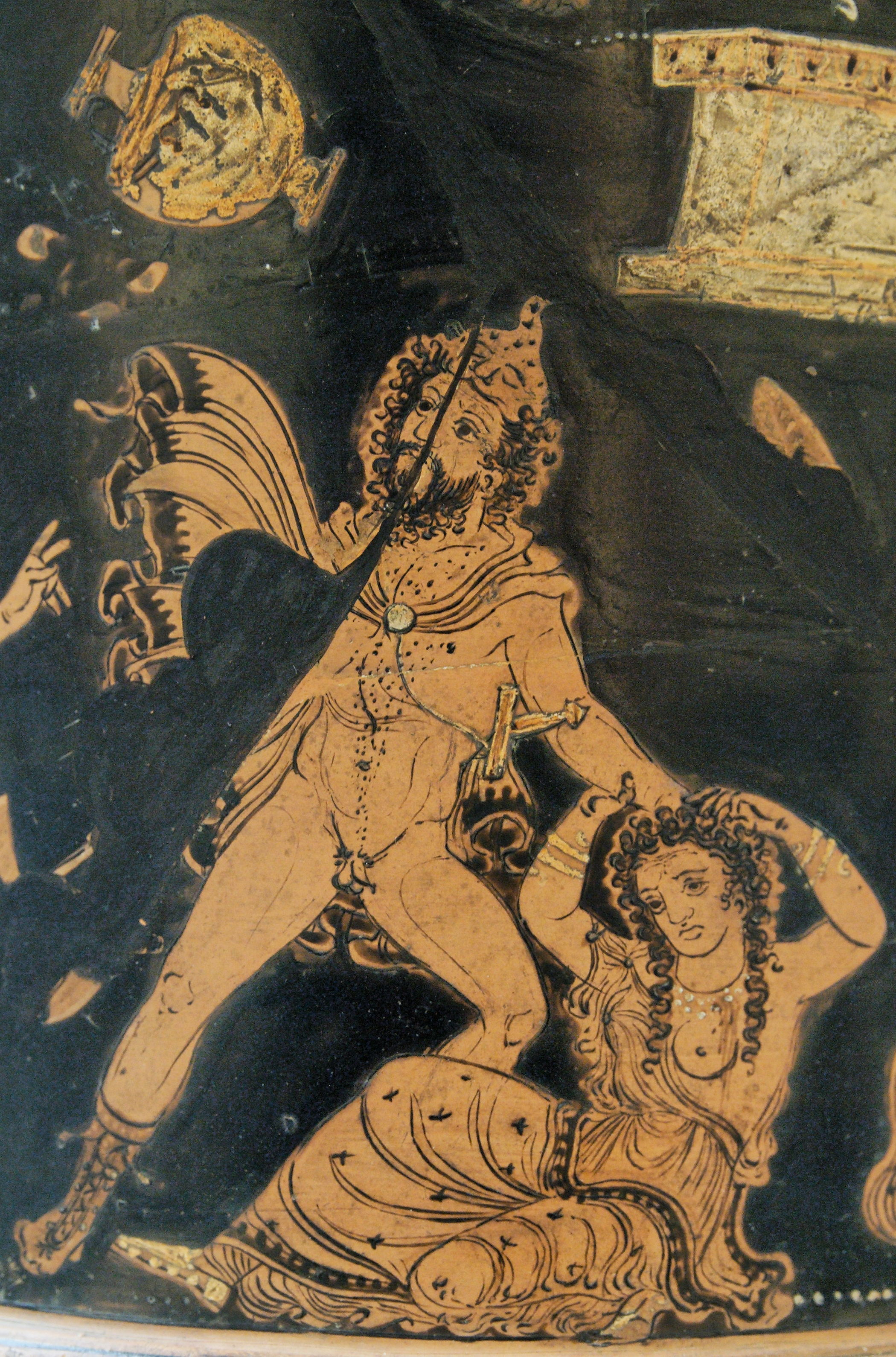
Licurg atacant a Ambrosia. Pintura del 350–340 aC. Museu Britànic

Segons una altra versió, Ambrosia era una de les dotze filles d'Atles i Plèione i una de les cinc germanes (les Híades, en llatí Sicule). A la mort del seu únic germà, Hiant, assassinat per un lleó (o un senglar), van plorar tant que, segons els mites,es van convertir en estrelles o van ser transformades pels déus i mogudes al cel convertint-se així en la constel·lació de les Híades mentre els seus el germà Hiant es va transformar en la constel·lació d'Aquari.